# محافظة تاي ننه
محافظة تاي ننه  ( بالفيتنامية : Tây Ninh ) هي إحدى محافظات فيتنام. وتقع في جنوب شرق.

## أعلام
- جون إي. وارن جونيور
- داني جاي بيترسن
- رودني جاي إيفانز
- دونالد ر. جونستون

## روابط إضافية
- Government website نسخة محفوظة 29 أغسطس 2009 على موقع واي باك مشين.